# Jerzykowo (Pobiedziska)
Jerzykowo ist ein Dorf der Gemeinde Pobiedziska im Powiat Poznański in der Woiwodschaft Großpolen im westlichen Zentral-Polen mit einem Schulzenamt. Der Ort befindet sich etwa 8 km westlich von Pobiedziska und 18 km nordöstlich der Landeshauptstadt Poznań.

## Geschichte
Der Ort gehörte nach der Zweiten Teilung Polens 1793 zum Kreis Schroda und ab 4. Januar 1900 zum Kreis Posen-Ost. Das Gemeindelexikon für das Königreich Preußen von 1905 gibt für Jerzykowo 16 bewohnte Häuser auf 511,6 ha Fläche an. Die 228 Bewohner, die sich aus 97 deutschsprechenden Protestanten, 131 polnischsprechenden Katholiken zusammensetzten, teilten sich auf 34 Haushalte auf. Die evangelische Gemeinde gehörte zum Kirchspiel Jerzykowo, die katholische zum Kirchspiel Usarzewo. Für den 1. Januar 1908 wird angegeben, dass er Teil des Polizeidistriktes Pudewitz war. 1910 hatte der Ort 240 Einwohner.
In den Jahren 1975 bis 1998 gehörte der Ort zur Woiwodschaft Posen. Zum Schulzenamt gehören auch die Orte Bugaj und Barcinek.